# Prozess gegen Josef S.

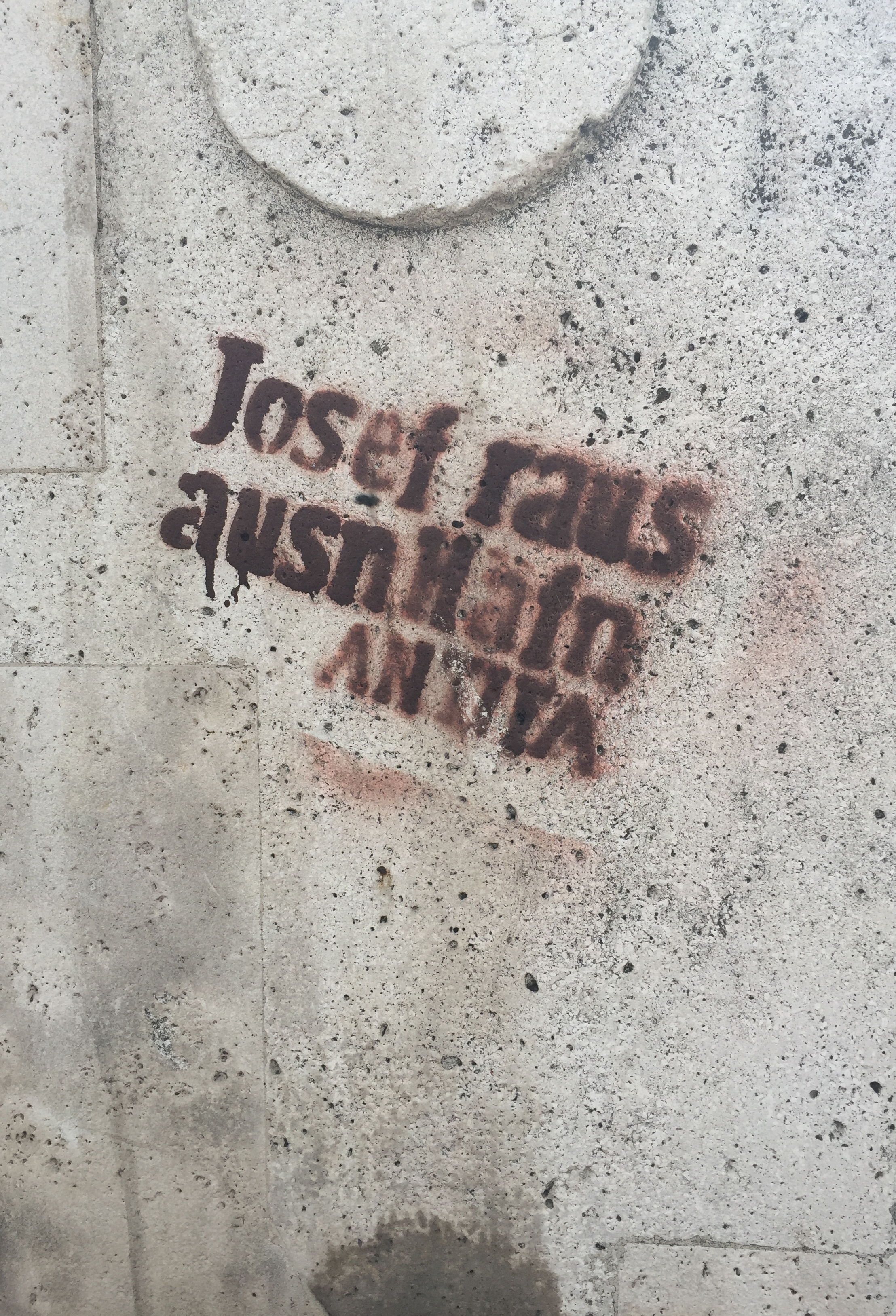
Stencil der Antifa für Josef S. in Wien

Der Prozess gegen Josef S. wurde gegen den aus Jena stammenden deutschen Studenten Josef S. geführt, welcher am 24. Jänner 2014 bei einer Demonstration gegen den Wiener Akademikerball in Wien festgenommen wurde. Er wurde wegen Landfriedensbruchs, Sachbeschädigung und Körperverletzung zu zwölf Monaten Freiheitsstrafe, davon acht Monate bedingt, verurteilt.

## Zur Vorgeschichte
Josef S. wuchs in Jena auf und studierte dort bis zu seiner Festnahme Werkstoffwissenschaften. Er beteiligte sich in der Vergangenheit mehrmals an Protesten gegen Rechtsextremismus und ist Mitglied der Sozialistischen Jugend Deutschlands – Die Falken.
Der seit 2013 von der FPÖ veranstaltete Akademikerball in der Wiener Hofburg ist inoffiziell der Nachfolger des „Wiener Korporations-Balls“ (auch „Ball des Wiener Korporationsrings“); er wurde von 1952 bis 2012 jährlich von mehrheitlich schlagenden und farbentragenden Hochschulkorporationen ausgerichtet. Es kam jährlich zu Demonstrationen und zu politischen Diskussionen. Die Polizei begleitete die Demonstrationen in der Vergangenheit mit Großaufgeboten.

## Demonstration und Festnahme
Am 24. Jänner 2014 war die Innenstadt Wiens weiträumig abgesperrt. Laut verschiedenen Medienberichten demonstrierten etwa 6000 bis 8000 Menschen, die unter anderem mit Bussen aus Deutschland angereist waren; 2000 Polizisten waren präsent, darunter auch die Wiener Einsatzgruppe Alarmabteilung (WEGA), eine Sondereinheit der Polizei. Nach dem Ende der Kundgebungen kam es zu Ausschreitungen, bei denen laut Staatsanwaltschaft ein Gesamtschaden von 500.000 Euro entstanden sein soll.
Im Laufe des Abends wurden 14 Demonstranten verhaftet. Dreizehn von ihnen wurden nach Aufnahme ihrer Personalien noch in der Nacht entlassen, Josef S. dagegen wurde in Untersuchungshaft gehalten. Laut einer parlamentarischen Anfrage der Grünen wurde nach den Ausschreitungen 517-mal wegen Landfriedensbruchs, 91-mal wegen Sachbeschädigung und 70-mal wegen Verstoßes gegen das Vermummungsverbot Anzeige erstattet.

## Untersuchungshaft und Prozess

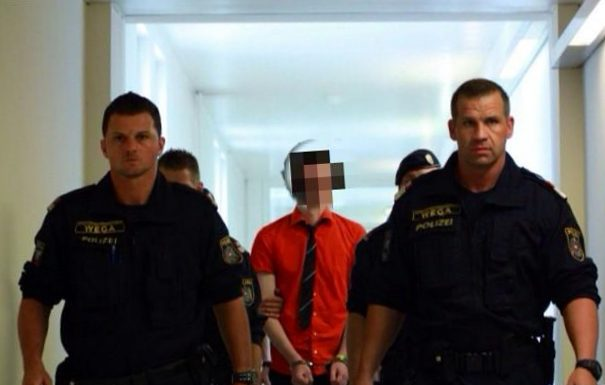
Josef S. wird von Justizwachebeamten (in Begleitung von Polizisten) im Wiener Landesgericht vorgeführt

Die Anklageschrift gegen Josef S. stützt sich im Wesentlichen auf die Aussage eines WEGA-Polizisten, der nicht uniformiert war. Auf Antrag der Verteidigung wurde ein Handschuh von S. auf Rauchspuren untersucht. Die Gutachterin fand solche Spuren, die aber nicht eindeutig darauf schließen lassen, ob er einen Feuerwerkskörper geworfen hat.
Clemens Lahner, der Anwalt von Josef S., ist der Ansicht, S. sei in den Fokus der Ermittlungen geraten, weil er einen Pullover mit der Aufschrift „Boykott“ trug, den man auch im Dunkeln gut erkennen konnte. Lahner zufolge sei S. auf keinem Video oder Foto der tausendfach dokumentierten Demonstration vermummt zu sehen. Ein Tongutachten habe ergeben, dass ein anderer (nicht Josef S.) die Worte „weiter, weiter“ gerufen habe. Ein Ausschnitt aus einem ORF-Bericht belege, dass Josef S. einen Mistkübel aufgestellt (und nicht geworfen) habe. Auf Überwachungskameras von Geschäften in der Fußgängerzone ist S. nur laufend, nie prügelnd zu sehen. Der Zivilpolizist sei selbst zeitweilig von anderen Polizisten festgenommen worden und habe S. gar nicht die ganze Zeit gesehen. Die Polizeidokumentation enthält dazu den folgenden Satz: „Bei dem Versuch des zivilen Einsatzbeamten, S. zu folgen, wird der Beamte aufgehalten. Dadurch gerät die Person des S. außer Kontrolle und können allenfalls von ihm begangene weitere Taten nicht zugeordnet werden.“
Am 6. Juni 2014 fand der erste Prozesstermin am Landesgericht Wien statt. Das Gericht entschied auf Verbleib von S. in Untersuchungshaft und nannte als Begründung dafür Tatbegehungsgefahr.
Am dritten Prozesstag, dem 22. Juli 2014, wurde S. wegen Landfriedensbruchs in Rädelsführerschaft, versuchter schwerer Körperverletzung und schwerer Sachbeschädigung zu zwölf Monaten Haft – davon acht bedingt – verurteilt. Die Staatsanwaltschaft verzichtete auf Rechtsmittel; die Verteidigung bat um Bedenkzeit und meldete sodann Berufung und Nichtigkeitsbeschwerde an. Die knapp sechs Monate Untersuchungshaft wurden auf die unbedingte Haftstrafe angerechnet, sodass S. nach der Verhandlung freigelassen wurde.
Die am 9. Oktober 2014 ausgeführte Nichtigkeitsbeschwerde zielte auf die vollständige Aufhebung des Urteils. Die Berufung richtete sich gegen die Strafhöhe.
Die Nichtigkeitsbeschwerde wurde vom Obersten Gerichtshof im Februar 2015 verworfen, womit zunächst der Schuldspruch rechtskräftig war. Das zur Entscheidung über die Berufung zuständige Oberlandesgericht Wien bestätigte am 2. Juli 2015 auch die Strafhöhe des erstinstanzlichen Urteils in einem nicht anfechtbaren Beschluss. In der Urteilsbegründung führte Senatspräsident Christian Dostal aus, es sei „nicht davon auszugehen, dass die Strafe zu hoch war – sondern eher davon, dass sie zu niedrig war“. Das Recht auf Versammlungsfreiheit werde durch Personen wie Josef S. unterlaufen, deren Gewaltbereitschaft dazu führe, dass sich die Einwohner „nicht mehr aus dem Haus trauen. [...] Dieses Recht darf nicht unterlaufen werden durch gewaltbereite Menschen, die aus dem Ausland einreisen und von den Umständen hier nicht einmal betroffen sind.“

## Rezeption

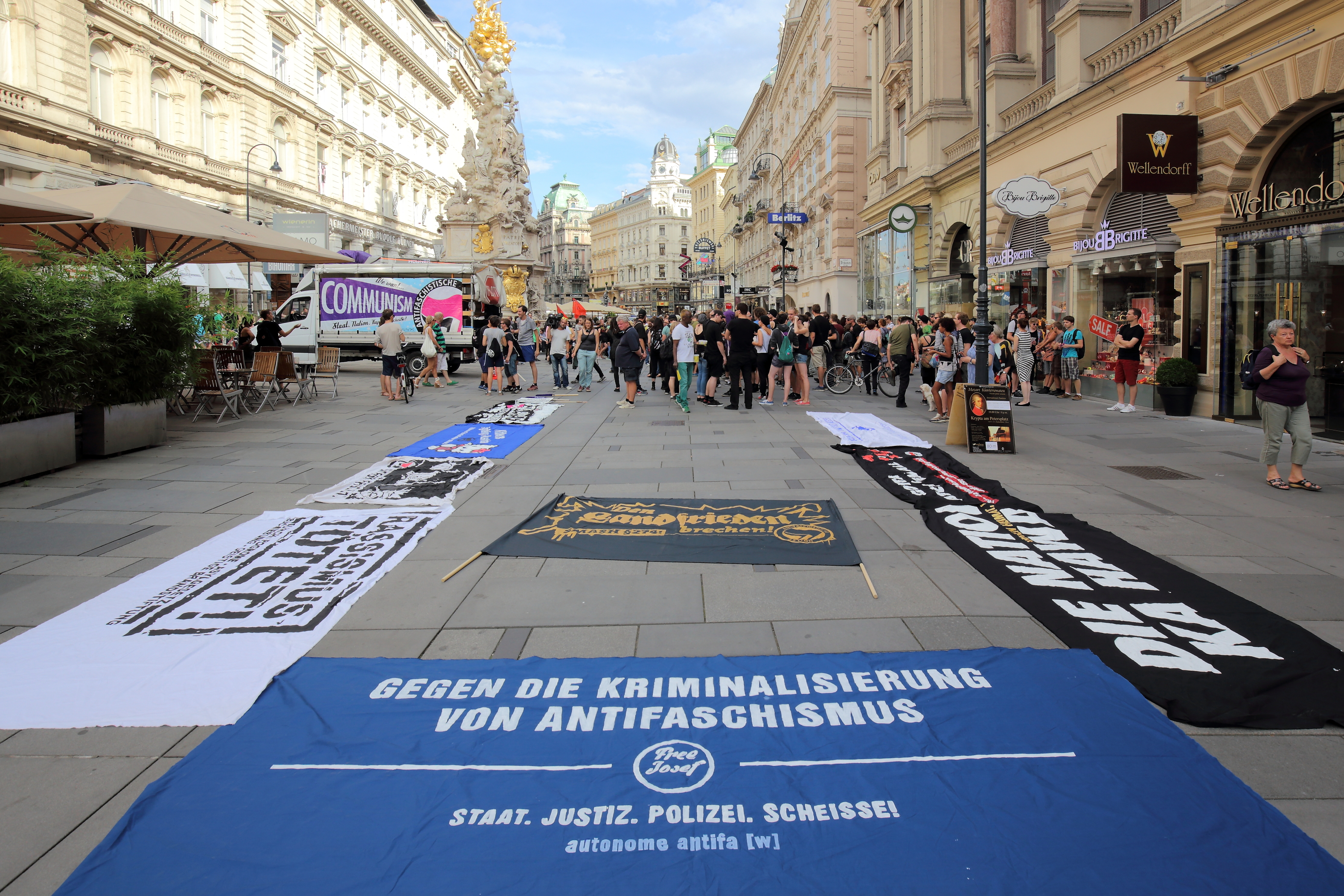
Demonstration für Josef S. in Wien am 26. Juli 2014. Organisiert wurde die Demonstration von der Autonomen Antifa Wien.

Die Politikwissenschafterin und ehemalige Vorsitzende des Verbands Sozialistischer Student_innen in Österreich, Natascha Strobl, vertritt die Meinung, in einem kafkaesken Prozess drangsaliere „die Justiz einen jungen Mann. Treffen will sie damit alle, die für Antifaschismus auf die Straße gehen.“ Hier gehe es den „autoritär ausgerichteten Teilen des Staatsapparates“ darum, ein Exempel zu statuieren.
Heinz Patzelt, Generalsekretär von Amnesty Österreich, äußerte, der Fall mache „wieder einmal erkennbar, wie exzessiv in Österreich U-Haft verhängt wird: es genügt ein gewisser Tatverdacht und eine Strafandrohung in gewisser Höhe“. Patzelt kritisierte die Wortwahl des Staatsanwalts als „hochproblematisch“. In einem Rechtsstaat sei es „überflüssig, mit solchen Metaphern zu arbeiten“.
Der Fall Josef S. führte auch zu einer Diskussion über Rechtsstaatlichkeit in Österreich, wobei es zu breiter Kritik an Polizei und Justiz kam. Die bürgerliche Presse schrieb: „Die Anwendung der sogenannten Organisationsdelikte gerade im Zusammenhang mit zivilgesellschaftlichem Engagement bewirkt Einschüchterung und ist verfassungs- und demokratiepolitisch fatal.“ Nach dem Urteil jedoch wurde in derselben Tageszeitung umgekehrt die im Zusammenhang mit dem Prozess überwiegend erfolgte Skandalisierung der Justiz problematisiert: „Es gibt ein Urteil – womöglich ein Fehlurteil –, das sich auf einen einzigen Zeugen stützt. Kommt vor. Manchmal stützt sich ein Richter auch nur auf Indizien. Skandal? Ruft da keiner. Auch der Landfriedensbruch-Paragraf ist so neu nicht: Fußballfans kennen ihn schon länger. Aber bei denen hält sich die mediale Empörung in Grenzen. Und so verrät das Ausmaß der Kritik am Fall Josef S. mehr darüber, was die Kritiker eigentlich sagen wollen: dass es bei der Demo ja um eine gute Sache gehe, dass im Kampf gegen Rechtsextremismus nicht alles, aber doch mehr erlaubt sei.“ Die Kommentatorin Anneliese Rohrer wiederum schrieb schließlich ebendort am 26. Juli 2014: „Lasst uns über Richter reden!“ Sie betont das Vertrauen in die Justiz als hohes Gut, verknüpft die Kritik am Prozess gegen Josef S. mit den ebenfalls umstrittenen Verfahren gegen Tierschützer und gegen Sprayer und fordert eine Überprüfung von Staatsanwaltschaft und Richterschaft sowie Qualitätssicherung und bessere Ausbildung.
Spiegel-Online-Redakteur Oliver Trenkamp beobachtete den Prozess und kritisierte Staatsanwalt und Richter scharf. Laut Trenkamp zeigten „Prozess und Urteil […] dreierlei: Wie unzuverlässig der Zeugenbeweis ist. Wie wenig in Österreich reichen kann, um für Monate weggesperrt und wegen schwerer Straftaten verurteilt zu werden. Und wie groß die Vorurteile in Teilen der österreichischen Polizei und Justiz gegenüber Aktivisten sind, die sich links der Mitte verorten.“
In der österreichischen Parteipolitik wurde das Urteil unterschiedlich kommentiert: SPÖ-Justizsprecher Hannes Jarolim meinte, er sei „gelinde verwundert“ über das Urteil, und kritisierte die lange Untersuchungshaft; der Grünen-Abgeordnete Albert Steinhauser meinte, mit dem gegenständlichen Urteil sei die Unschuldsvermutung in Österreich praktisch abgeschafft worden. Der Vorsitzende der ÖVP Wien, Manfred Juraczka, hingegen erklärte, das Urteil sei „ein positives Zeichen dafür, dass Gewalt nicht toleriert wird und die Verursacher schlussendlich zur Verantwortung gezogen werden.“ Der FPÖ-Politiker Hans-Jörg Jenewein sprach von einem „Sieg des Rechtsstaates“.

## Auszeichnung
In Jena wurde Josef S. am 13. Juni 2014 in Abwesenheit der 13. Preis für Zivilcourage verliehen; der Jenaer Oberbürgermeister Albrecht Schröter überreichte ihn stellvertretend dessen Schwester. S. ist nach Lothar König der zweite Empfänger, der den Preis für Zivilcourage während eines laufenden Gerichtsverfahrens erhielt.